# Grant (Alabama)
Grant es un pueblo ubicado en el condado de Marshall en el estado estadounidense de Alabama. En el censo de 2000, su población era de 665.

## Demografía
En el 2000 la renta per cápita promedia del hogar era de $ 37.188$, y el ingreso promedio para una familia era de 45.417$. El ingreso per cápita para la localidad era de 20.014$. Los hombres tenían un ingreso per cápita de 35.795$ contra 29.750$ para las mujeres.

## Geografía
Grant está situado en 34°30′10″N 86°15′19″O / 34.50278, -86.25528 (34.502899, -86.255378).
Según la Oficina del Censo de los EE. UU., la ciudad tiene un área total de 1.77 millas cuadradas (4.59 km²).